# 프레이 (프로게이머)
프레이(본명: 김종인, 1994년 1월 6일~)는 대한민국의 전직 리그 오브 레전드 프로게이머이다. 선수 시절 포지션은 AD 캐리였으며 PraY라는 아이디를 사용했다. 용산고등학교를 졸업했다. 대한민국 육군 제3군단 병장 만기전역(2022년12월5일 ~ 2024년6월4일)했다.

## 선수 시절
2012년 6월 22일, 나진 블랙 소드에 입단하면서 프로 커리어를 시작했다. 2012 서머 시즌에서 괜찮은 활약상을 보여주었다. 롤드컵 선발전에서는 정규 시즌보다 발전된 모습을 보여주면서 팀의 롤드컵 진출을 이끌었다. 롤드컵에서는 팀의 8강 진출에 기여했다.
2012-2013 윈터 시즌에서는 팀의 우승에 기여했다. 2013 스프링에서는 조기에 탈락해 NLB로 내려갔다. 2013 서머에서도 NLB행을 받아야 했다. 하지만 NLB 서머에서 우승을 차지하면서 롤드컵 진출에 성공했다. 롤드컵에서는 팀의 에이스로 활약하면서 팀의 4강 진출에 기여했다.
2014 시즌에서는 이전 시즌들보다 부진한 모습을 보여주었다. 2014년 5월에 나진 블랙에서 퇴단했다.
2015시즌을 앞두고 후야 타이거즈를 결성했다. 후야 타이거즈가 롤챔스 선발전을 통과하면서 차기 시즌 LCK에서 뛰게 되었다. 2015 스프링 시즌 팀의 주전 원딜러로 활동하면서 팀의 준우승에 기여했다. 서머 시즌에서는 중간 흔들리는 모습도 보여주었으나 팀의 포스트시즌 진출에 일조했다. 2015 롤드컵에 출전하였으며 팀의 롤드컵 준우승에 기여했다. 시즌 종료 이후 올스타전에 출전했다.
2016 스프링 시즌에서도 좋은 모습을 이어나갔다. 하지만 팀은 다시 한 번 준우승을 거두었다. 2016 서머 시즌에는 이전 시즌들보다 더 각성한 모습을 보여주면서 팀을 이끌었다. 이런 활약 속에 서머 시즌을 우승하면서 창단 첫 우승에 공헌했다. 2016년 7월 21일에치러진 ESC 에버와의 경기에서는 역대 두 번째 LCK 통산 1000킬을 기록했다. 서머 시즌 우승을 통해 롤드컵에 자동 진출했다. 롤드컵에서도 좋은 폼을 이어나가며 팀의 4강 진출을 이끌었다. 4강전 SK텔레콤 T1과의 경기에서 2세트 에쉬를 잡아 맵이 보이지 않는 상황에서 궁으로 듀크의 텔레포트를 끊는 모습을 보여주면서 화제를 모았다. 이후 2016 케스파컵 우승에 공헌했다.
2017 시즌을 앞두고 롱주 게이밍에 입단했다. 스프링 시즌 롱주에서 주전 원딜러로 활약하였지만 포스트시즌 진출에는 실패했다. 2017 서머 시즌에서는 칸, 커즈, 비디디과 함께 팀을 이끌면서 팀의 우승에 공헌했다.
2018 스프링 시즌에서도 좋은 모습을 보여주었으며 팀의 우승에 공헌했다. 프레이는 결승전 MVP에 선정되었다. 스프링 시즌 우승으로 2018 MSI에 참가했다. MSI에서는 준우승을 거두었다. 2018 서머 시즌에서는 오락가락하는 모습을 보여주었다. 2018시즌 종료 이후 팀을 퇴단했다.
2019년 4월 21일, 현역 은퇴를 선언했다.
2019년 5월, 현역 은퇴를 번복하고 KT 롤스터에 입단했다. 2019 서머 시즌에서는 폼이 돌아오지 않으면서 부진한 모습을 보여주었다.
2019시즌 종료 이후 다시 한 번 은퇴를 선언했다.

## 소속팀
| # | 팀명           | 소속 기간             | 소속 리그 | 비고 |
| - | -------------- | --------------------- | --------- | ---- |
| 1 | 나진 블랙 소드 | 2012.06.22~2014.05.16 | LCK       |      |
| 2 | 락스 타이거즈  | 2014.11.14~2016.11.25 | LCK       |      |
| 3 | 롱주 게이밍    | 2016.12.05~2018.11.19 | LCK       |      |
| 4 | KT 롤스터      | 2019.05.20~2019.11.19 | LCK       |      |

## 수상 경력

### LCK
- 올림푸스 리그 오브 레전드 챔피언스 윈터 2012-2013 우승
- 스베누 리그 오브 레전드 챔피언스 코리아 스프링 2015 준우승
- 롯데 꼬깔콘 리그 오브 레전드 챔피언스 코리아 스프링 2016 준우승
- 코카콜라 제로 리그 오브 레전드 챔피언스 코리아 서머 2016 우승
- 리그 오브 레전드 챔피언스 코리아 서머 2017 우승
- 리그 오브 레전드 챔피언스 코리아 스프링 2018 우승
- 리그 오브 레전드 챔피언스 코리아 스프링 2018 MVP

### LoL KeSPA컵
- 2016 LoL KeSPA컵 우승
- 2017 LoL KeSPA컵 준우승

### 국제 대회
- 리그 오브 레전드 월드 챔피언십 시즌 2 8강
- MLG 2012 폴 시즌 챔피언십 준우승
- 리그 오브 레전드 올스타전 2013 우승
- 기가바이트 스타스워 리그 시즌 2 4강
- IEM 시즌 9 월드 챔피언십 4강
- 인터내셔널 e-컬쳐 페스티벌 2014 우승
- 리그 오브 레전드 올스타전 2015 우승
- 리그 오브 레전드 월드 챔피언십 2015 준우승
- 리그 오브 레전드 올스타전 2016 준우승
- 리그 오브 레전드 월드 챔피언십 2016 4강
- 리그 오브 레전드 월드 챔피언십 2017 8강
- 리그 오브 레전드 올스타전 2017 4강
- 리그 오브 레전드 미드 시즌 인비테이셔널 2018 준우승
- 리프트 라이벌즈 2018 준우승

### NLB
- 이엠텍 나이스게임TV 리그 오브 레전드 배틀 스프링 2013 우승
- 기가바이트 나이스게임TV 리그 오브 레전드 배틀 서머 2013 우승
- ZOTAC 나이스게임TV 리그 오브 레전드 배틀 윈터 2013-2014 준우승
- 빅파일 나이스게임TV 리그 오브 레전드 배틀 스프링 2014 준우승

### 개인 수상
- 2018 e스포츠 명예의 전당 스타즈